# Saabo
La Saabo est une caravane développée par le constructeur suédois Saab, entre 1964 et 1968.

## Développement
Cette caravane a été dessinée par Birger Lindberg, de chez Saab (Linköping), et Bo Bjernekull de l'usine de Ljunga (Norrköping), dans des conditions particulières. Officiellement alliés pour développer un aéroglisseur militaire, sous le nom de projet MEFAN, ils imaginent dans leur temps libre une petite caravane. Dans le hangar d'assemblage d'hélicoptères sous licence française, ils mettent au point une maquette au 1:10 qu'ils présentent à une commission. Cette dernière approuve le projet et accorde la mise en production. Un premier prototype en taille réelle est assemblé au chantier naval de Fisksätra, puis un modèle de préproduction près du pont de Marieholm (Marieholmsbron), près de Göteborg.
L'idée était de concevoir une caravane très légère, condition nécessaire pour contourner une règlementation suédoise de l'époque qui limitait la vitesse de traction, sauf pour les « remorques » suffisamment légères. Le cahier des charges prévoyait qu'elle puisse être tractée par une automobile de 25 ch (19 kW) ; la Saab 96 deux-temps présentant une puissance de 38 ch (28 kW). La caravane fut ainsi constituée de deux coques en fibre de verre, collée l'une sur l'autre, avec une isolation en panneaux de carton. Les larges fenêtres avant et arrière permettaient de laisser au conducteur une bonne visibilité arrière par son rétroviseur.
L'aménagement intérieur, composé de deux banquettes modulables, d'une table pliante, de deux placards de rangement et d'un évier autorise l'accueil d'une famille de quatre personnes, voire cinq avec une couchette optionnelle. La bonbonne de gaz de pétrole liquéfié fixée à l'extérieur, sur les poutres de remorquage, alimente une gazinière, le chauffage et l'éclairage.
Furent produites 438 unités ; celles qui subsistent aujourd'hui sont devenues objets de collection.